# ロシア古正教会

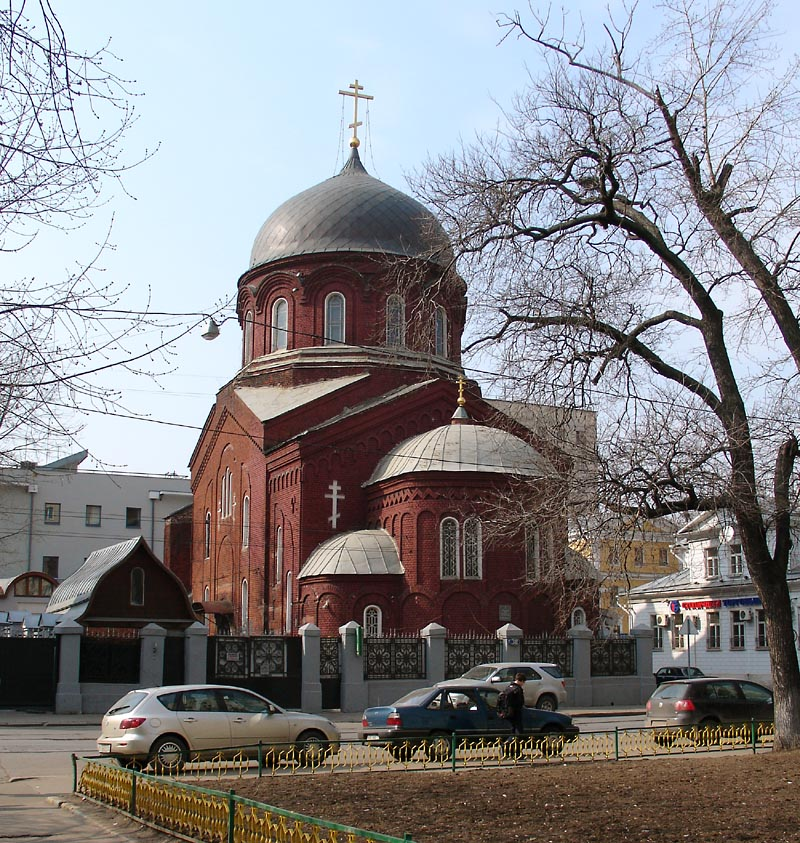
モスクワのノヴォクズネツカヤ通りにあるロシア古正教会の聖堂

ロシア古正教会（露: Русская древлеправославная церковь）は、ロシア正教古儀式派の一つで、司祭派（容僧派）に分類される。しばしばノボズィプコフ派、逃亡司祭派（ベグロポポーフツィ）とも呼ばれる。

## 歴史
古正教会を創設したのは、ロシア正教古儀式派教会(ベロクリニツキー派)の聖職位階を認めなかった逃亡司祭派（ベグロポポーフツィ）の信徒たちである。
彼らの一部は1923年に正教会の教会刷新運動（Обновленчество）から自らの側に移行してきたサラトフ大主教ニコラを自らの指導者として認め、自らの聖職位階を持つこととなった。
1929年にはエディノヴェーリエ派（主流派教会に所属しながら古い儀式を守っていた一派）のスヴェルドロフスク主教ステファンも古正教会に合流した。
古正教会の中心ははじめサラトフにおかれたが、1924年にロゴーシスコエ墓地のそばのニコリスキー寺院に移された。1955年にはサマラ州のクイビシェフ、1963年にはブリャンスク州のノヴォズィプコフに移転した。
ノヴォズィプコフの救世主顕栄主教座大聖堂は1938年に閉鎖されたが、ナチス・ドイツ占領下の1943年に祈祷が再開され、現在まで閉ざされたことはない。
1999年12月23日にアポリナーリイ（ドゥビーニン）主教が古正教会から主教の地位を奪われ、2000年5月7-9日の古正教会教会会議でアポリナーリイ主教の支持者はロシア古正教会から追放された。結果としてアポリナーリイ主教を長とするロシア古正教会（クルスク主教座）（露: Древлеправославная церковь России [Курская епископия]）が分離した。

## 現況
- 1990年、モスクワの古正教会の会衆にノヴォクズネツカヤ通りの聖堂が返還された。現在に至るまでモスクワの中心聖堂。
- 2000年8月16日から19日にかけて開かれた教会会議で大主教座のモスクワへの移転が決定された。
- 2002年3月3日に総主教座の再建が決議され、翌日アレクサンドルがモスクワ総主教の座に登位した。その日から古正教会の中心地はモスクワに移された。

ノヴォズィプコフには高等神学教育機関がある。70の会衆組織を持ち、さらにルーマニアには5つ、ブルガリアには1つの会衆組織を擁する。

### 主教座
1. モスクワ総主教座（2002年までは大主教座） モスクワ市、サンクトペテルブルク市、モスクワ州、ブリャンスク州、トゥーラ州、クルスク州、ヴォロネジ州、レニングラード州、ルーマニア、ブルガリア、イスラエル及び西ヨーロッパを除く遠方の諸外国の会衆及び信徒の集団を管轄する。
2. ウクライナ主教座 ウクライナの会衆及び信徒の集団を管轄する。
3. ベラルーシ主教座 ベラルーシの会衆及び信徒の集団を管轄する。
4. ヴォルガ主教座 ニジェゴロド州、ヴォルゴグラード州、サマラ州及びサラトフ州の会衆及び信徒の集団を管轄する。
5. ウラル主教座 ペルミ州、スヴェルドロフスク州、オレンブルク州、バシコルトスタン共和国及びカザフスタン共和国西部の会衆及び信徒の集団を管轄する。
6. アゾフと黒海主教座 グルジア、北カフカス及びクラスノダール地方の会衆及び信徒の集団を管轄する。
7. シベリア主教座 シベリア、カザフスタン共和国東部、ザバイカル地域及びロシア連邦の極東地方の会衆及び信徒の集団を管轄する。
8. シオンと西ヨーロッパ主教座 聖地イスラエル及び西ヨーロッパの会衆及び信徒の集団を管轄する。